# Juha Rehula
Juha Rehula (Hollola, 3 juni 1963) is een Fins politicus voor de Centrumpartij van Finland.

## Biografie
Rehula studeerde sociale wetenschappen aan de Universiteit Tampere. In het kabinet Kiviniemi en in het kabinet Vanhanen II was Rehula als opvolger van Liisa Hyssälä Minister voor Volksgezondheid en Sociale Zaken. In het kabinet Sipilä was Rehula als opvolger van Susanna Huovinen Minister van Gezinszaken. Samen met twee collega-ministers zette Rehula zich in voor een negatieve inkomstenbelasting.

## Weblinks
- Officiële website Juha Rehula